# Liniał krawędziowy

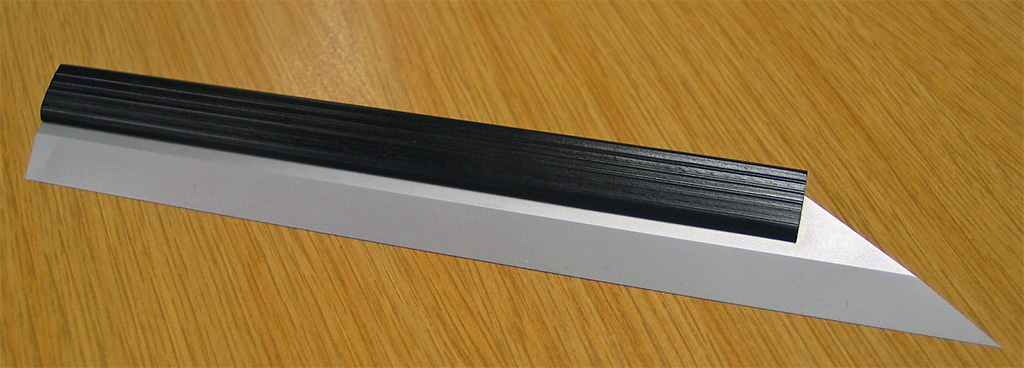
Liniał krawędziowy

Liniał krawędziowy – urządzenie pomiarowe, które służy do sprawdzania płaskości powierzchni. Jedno czoło liniału jest ścięte pod kątem 90°, natomiast drugie pod kątem 45°. Robocza część liniału krawędziowego jest zaokrąglona oraz jest pochylona umożliwiając pomiar szczeliny. Liniał ten przykłada się do sprawdzanej powierzchni w różnych pozycjach, jednocześnie obserwując, czy występuje szczelina świetlna między krawędziami liniału a sprawdzaną powierzchnią.